# Književnost u 1638.
◄◄ | ◄ | 1635. | 1636. | 1637. | 1638.  | 1639. | 1640. | 1641. | ► | ►►
Arhitektura • Astronomija • Glazba • Kazalište • Kiparstvo • Knjige • Književnost • Kršćanstvo • Medicina • Politika • Pravo • Promet • Slikarstvo • Znanost
Književnost u 1638.

## Hrvatska i u Hrvata

### Smrti
- 8. prosinca – Ivan Gundulić, hrvatski pjesnik, epik, lirik i dramatik (* 1589.)

## Vanjske poveznice
|  | Zajednički poslužitelj ima još gradiva o temi Književnost u 1638. |